# Santa Rosalia (Teià)
Santa Rosalia és una obra del municipi de Teià (Maresme) inclosa en l'Inventari del Patrimoni Arquitectònic de Catalunya.

## Descripció
Masia de tipus basilical de cos central més elevat cobert a dues vessants i cossos laterals més baixos amb teulada d'una sola vessant. A la planta baixa destaca la portada, d'arc de mig punt adovellat i feta amb pedra. Els dos pisos compten amb diverses finestres, de les quals només una compta amb una llinda de pedra que mostra una inscripció, brancals estructurats per carreus ben escairats i polits i ampit de pedra. El pis més elevat del cos central correspon a l'antic graner.
Completen el conjunt diferents annexes situats tant a la part posterior de l'edifici com als costats, a més d'una capella.
També és coneguda amb el nom antic de Mas Arnau.

### Llinda[1]
Realitzada en pedra, és l'únic fragment que resta del conjunt que formava la porta.
Al centre porta esculpit un escut en forma de quadrilong francès, encara que no hi ha el blasó o escut d'armes al centre. Està voltat exteriorment per una decoració d'elements pseudo-vegetals.
La part interior de la llinda es troba esculpida amb motllures o relleus rectes.
Presenta la data de 1762 gravada a la llinda.

## Història
Sobre la llinda de la finestra es pot llegir la inscripció "feu la present obra Pere Arols l'any 1619".
La llar per a infants dirigit per religioses està ubicat en aquesta antiga masia des de l'any 1886, en què es feu la reforma.